# 加納村 (岐阜県安八郡)
加納村（かのうむら）は、かつて岐阜県安八郡に存在した村である。
現在の安八郡神戸町南部（加納・前田）に該当する。

## 歴史
- 1889年（明治22年）7月1日 - 旧来の加納村と前田村が合併し発足。
- 1897年（明治30年）4月1日 - 四成村、中沢村、南方村、西保村、草道島村と合併し南平野村が発足。同日加納村廃止。